# سینما آلامو درفت‌هاوس
سینما آلامو درفت‌هاوس (انگلیسی: Alamo Drafthouse Cinema) یک گروه سینمایی در ایالات متحده آمریکا است.
این شرکت که در سال ۱۹۹۷ در شهر آستین، تگزاس تأسیس شده‌است.

## سینماها
آریزونا
- Alamo Drafthouse Phoenix - چندلر، آریزونا (۸ سالن location in downtown Chandler, AZ abandoned due to construction issues, development taken over by Harkins Theatres. Alamo Holdings LLC later inked a $14.6 million lease on a location in south Chandler which opened on December 2, 2016)[۱]
- Alamo Drafthouse تمپی، آریزونا (تأسیس اوایل ۲۰۱۸)

کالیفورنیا
- The Bloc - Downtown Los Angeles (تأسیس ۲۰۱۸)[۲]
- New Mission Theater - سان فرانسیسکو (تأسیس ۱۷ دسامبر ۲۰۱۵)

کولورادو
- Alamo Drafthouse at Aspen Grove - لیتلتون، کلرادو[۳]
- Alamo Drafthouse Sloan Lake - دنور[۴]

واشینگتن دی.سی.
- Alamo Drafthouse واشینگتن، دی.سی. (تأسیس ۲۰۱۹)[۵]

میزوری
- Alamo Drafthouse Mainstreet - کانزاس‌سیتی، میزوری (۶ سالن؛ took over operations from AMC Theatres June ۲۱، ۲۰۱۲)
- Alamo Drafthouse اسپرینگفیلد، میزوری (۱۴ سالن؛ تأسیس ژوئن ۲۰۱۷)
- Alamo Drafthouse سنت لوئیس، میزوری (۱۰ سالن؛ تأسیس در اواسط ۲۰۱۹)

مینه‌سوتا
- Alamo Drafthouse Twin Cities - وودبری، مینه‌سوتا (۹ سالن؛ تأسیس تابستانی ۲۰۱۸)[۶]

نبراسکا
- Alamo Drafthouse Omaha - لا ویستا، نبراسکا (۸ تأسیس؛ تأسیس ۳۱ اکتبر ۲۰۱۵)

نیویورک
- Alamo Drafthouse یانکرز (۶ سالن؛ تأسیس آگوست ۵، ۲۰۱۳)[۷]
- Alamo Drafthouse City Point - بروکلین in City Point (۷ سالن، تأسیس اکتبر ۲۸، ۲۰۱۶)[۸]
- Alamo Drafthouse استیتن آیلند (۱۰ سالن، تأسیس TBA)[۹]

کارولینا شمالی
- Alamo Drafthouse رالی، کارولینای شمالی (۱۱ سالن، تأسیس اوایل ۲۰۱۸) Will include Video Vortex video rental store

تگزاس
- آستین، تگزاس
  - Alamo Drafthouse Village – Austin (۶ سالن؛ تأسیس ژوئیه ۲۰۰۱)
  - Alamo Drafthouse South Lamar – Austin (۶ سالن؛ تأسیس مارس ۷، ۲۰۰۵، بسته شده در ژانویه ۳، ۲۰۱۳ as the 1950s era Lamar Plaza shopping center is demolished and rebuilt. Reopened in third quarter 2014 in new building with 9 screens on the same site.)[۱۰]
  - Alamo Drafthouse at the Ritz – Austin (۲ سالن؛ تأسیس نوامبر ۲۰۰۷)
  - Alamo Drafthouse Slaughter Lane - Austin (۸ سالن؛ تأسیس ۸ مارس ۲۰۱۲)
  - Alamo Drafthouse Lakeline – Austin (۱۰ سالن؛ تأسیس ژوئیه ۲۰۱۳)
  - Alamo Drafthouse at Mueller - Austin (۶ سالن؛ تأسیس مارس ۲۰۱۷)
- هیوستون
  - Alamo Drafthouse Mason Park – Katy Area (۷ سالن؛ تأسیس فوریه ۲۰۰۶)
  - Alamo Drafthouse شوگرلند، تگزاس (تأسیس ۲۰۱۸)
  - Alamo Drafthouse LaCenterra - Katy (8 سالن، اوایل ۲۰۱۸)[۱۱]
- سن آنتونیو
  - Alamo Drafthouse Westlakes (۹ سالن؛ تأسیس آگوست ۲۰۰۴ as first San Antonio area location)
  - Alamo Drafthouse Park North (۶ سالن؛ تأسیس نوامبر ۲۰۰۹)
  - Alamo Drafthouse Stone Oak (۶ سالن؛ تأسیس در یا پس از ۵ نوامبر ۲۰۱۰)
- دالاس‌فورت وورث
  - Alamo Drafthouse ریچاردسون، تگزاس (۷ سالن؛ تأسیس August 2013 as first Dallas-Fort Worth area location)[۱۲]
  - Alamo Drafthouse The Cedars (8 سالن؛ تأسیس ۲۰۱۶)
  - Alamo Drafthouse Las Colinas (تأسیس ۲۰۱۸)
  - Alamo Drafthouse Lake Highlands (تأسیس ۲۰۱۸)
  - Alamo Drafthouse دنتون، تگزاس (تأسیس ۲۰۱۸)
- شهرهای دیگر تگزاس
  - Alamo Drafthouse Marketplace - نیو برانفلز، تگزاس (۱۱ سالن؛ تأسیس ۲۰ دسامبر ۲۰۱۳)
  - Alamo Drafthouse لاباک، تگزاس (۸ سالن؛ تأسیس آوریل ۲۵، ۲۰۱۴)[۱۳]
  - Alamo Drafthouse لاریدو، تگزاس (۷ سالن؛ تأسیس ۴ سپتامبر ۲۰۱۵)
  - Alamo Drafthouse Montecillo Town Center - ال پاسو (۸ سالن؛ تأسیس ۶ مه ۲۰۱۶)
  - Alamo Drafthouse کورپس کریستی (۷ سالن؛ تأسیس فوریه ۲۰۱۷)

ویرجینیا
- Northern Virginia
  - Alamo Drafthouse Winchester - Kernstown (8 سالن؛ تأسیس اکتبر ۲۰۰۹)
  - Alamo Drafthouse One Loudoun - اشبرن، ویرجینیا (۸ سالن؛ تأسیس آوریل ۲۰۱۳)
  - Alamo Drafthouse Woodbridge (۸ سالن، تأسیس late summer/early fall 2018)[۱۴]
  - Alamo Drafthouse Crystal City (TBA)[۱۵]
- شهرهای دیگر ویرجینیا
  - Alamo Drafthouse شارلوتزویل، ویرجینیا (۷ سالن، تأسیس ژوئیه ۲۰۱۷)[۱۶]